# BAFTA (премия, 2004)
57-я церемония вручения наград премии BAFTA

15 февраля 2004
Лучший фильм: 

Властелин колец: Возвращение короля 

The Lord of the Rings: The Return of the King
Лучший британский фильм: 

Касаясь пустоты 

Touching The Void
Лучший неанглоязычный фильм: 

В этом мире 

In This World
< 56-я Церемонии вручения 58-я >
57-я церемония вручения наград премии BAFTA, учреждённой Британской академией кино и телевизионных искусств, за заслуги в области кинематографа за 2003 год состоялась в Лондоне 15 февраля 2004 года.
Приз зрительских симпатий — Audience Award: Orange Film of the Year — достался картине режиссёра Питера Джексона «Властелин колец: Возвращение короля». Фильм был заявлен ещё в двенадцати номинациях и победил в четырёх из них.

## Полный список победителей и номинантов
| Победители выделены отдельным цветом. |

### Основные категории
| Категории                         | Победитель и номинанты                                                                        |
| --------------------------------- | --------------------------------------------------------------------------------------------- |
| Лучший фильм                      | • «Властелин колец: Возвращение короля» — Питер Джексон, Барри Осборн, Фрэн Уолш              |
| Лучший фильм                      | • «Крупная рыба» — Дэн Джинкс, Брюс Коэн, Ричард Д. Занук                                     |
| Лучший фильм                      | • «Трудности перевода» — София Коппола, Росс Катц                                             |
| Лучший фильм                      | • «Хозяин морей: на краю земли» — Питер Уир, Дункан Хендерсон, Сэмюэл Голдвин-младший         |
| Лучший фильм                      | • «Холодная гора» — Сидни Поллак, Уильям Хорберг, Альберт Бергер, Рон Йеркса                  |
| Лучший британский фильм           | • «Касаясь пустоты» — Джон Смитсон, Кевин Макдоналд                                           |
| Лучший британский фильм           | • «В этом мире» — Эндрю Итан, Анита Оверланд, Майкл Уинтерботтом                              |
| Лучший британский фильм           | • «Девушка с жемчужной серёжкой» — Питер Уэббер, Энди Патерсон, Ананд Такер                   |
| Лучший британский фильм           | • «Реальная любовь» — Ричард Кёртис, Дункан Кенуорти, Тим Беван, Эрик Феллнер                 |
| Лучший британский фильм           | • «Холодная гора» — Энтони Мингелла, Сидни Поллак, Уильям Хорберг, Альберт Бергер, Рон Йеркса |
| Лучший неанглоязычный фильм       | • «В этом мире» (режиссёр — Майкл Уинтерботтом; страна — Великобритания)                      |
| Лучший неанглоязычный фильм       | • «Быть и иметь» (режиссёр — Николя Филибер; страна — Франция)                                |
| Лучший неанглоязычный фильм       | • «Гуд бай, Ленин!» (режиссёр — Вольфганг Беккер; страна — Германия)                          |
| Лучший неанглоязычный фильм       | • «Нашествие варваров» (режиссёр — Дени Аркан; страна — Франция, Канада)                      |
| Лучший неанглоязычный фильм       | • «Трио из Бельвилля» (режиссёр — Сильвен Шоме; страна — Франция)                             |
| Лучший неанглоязычный фильм       | • «Унесённые призраками» (режиссёр — Хаяо Миядзаки; страна — Япония)                          |
| Лучшая режиссёрская работа        | • Питер Уир — «Хозяин морей: на краю земли»                                                   |
| Лучшая режиссёрская работа        | • Тим Бёртон — «Крупная рыба»                                                                 |
| Лучшая режиссёрская работа        | • София Коппола — «Трудности перевода»                                                        |
| Лучшая режиссёрская работа        | • Энтони Мингелла — «Холодная гора»                                                           |
| Лучшая режиссёрская работа        | • Питер Джексон — «Властелин колец: Возвращение короля»                                       |
| Лучшая мужская роль               | • Билл Мюррей — «Трудности перевода»                                                          |
| Лучшая мужская роль               | • Джуд Лоу — «Холодная гора»                                                                  |
| Лучшая мужская роль               | • Шон Пенн — «21 грамм»                                                                       |
| Лучшая мужская роль               | • Шон Пенн — «Таинственная река»                                                              |
| Лучшая мужская роль               | • Бенисио дель Торо — «21 грамм»                                                              |
| Лучшая мужская роль               | • Джонни Депп — «Пираты Карибского моря: Проклятие «Чёрной жемчужины»»                        |
| Лучшая женская роль               | • Скарлетт Йоханссон — «Трудности перевода»                                                   |
| Лучшая женская роль               | • Скарлетт Йоханссон — «Девушка с жемчужной серёжкой»                                         |
| Лучшая женская роль               | • Ума Турман — «Убить Билла. Фильм 1»                                                         |
| Лучшая женская роль               | • Энн Рейд — «История матери»                                                                 |
| Лучшая женская роль               | • Наоми Уоттс — «21 грамм»                                                                    |
| Лучшая мужская роль второго плана | • Билл Найи — «Реальная любовь»                                                               |
| Лучшая мужская роль второго плана | • Пол Беттани — «Хозяин морей: на краю земли»                                                 |
| Лучшая мужская роль второго плана | • Тим Роббинс — «Таинственная река»                                                           |
| Лучшая мужская роль второго плана | • Иэн Маккеллен — «Властелин колец: Возвращение короля»                                       |
| Лучшая мужская роль второго плана | • Альберт Финни — «Крупная рыба»                                                              |
| Лучшая женская роль второго плана | • Рене Зеллвегер — «Холодная гора»                                                            |
| Лучшая женская роль второго плана | • Холли Хантер — «Тринадцать»                                                                 |
| Лучшая женская роль второго плана | • Лора Линни — «Таинственная река»                                                            |
| Лучшая женская роль второго плана | • Эмма Томпсон — «Реальная любовь»                                                            |
| Лучшая женская роль второго плана | • Джуди Парфитт — «Девушка с жемчужной серёжкой»                                              |
| Лучший адаптированный сценарий    | • «Властелин колец: Возвращение короля» — Фрэн Уолш, Филиппа Бойенс, Питер Джексон            |
| Лучший адаптированный сценарий    | • «Крупная рыба» — Джон Огаст                                                                 |
| Лучший адаптированный сценарий    | • «Таинственная река» — Брайан Хелгеленд                                                      |
| Лучший адаптированный сценарий    | • «Холодная гора» — Энтони Мингелла                                                           |
| Лучший адаптированный сценарий    | • «Девушка с жемчужной серёжкой» — Оливия Хетрид                                              |
| Лучший оригинальный сценарий      | • «Станционный смотритель» — Томас МакКарти                                                   |
| Лучший оригинальный сценарий      | • «21 грамм» — Гильермо Арриага                                                               |
| Лучший оригинальный сценарий      | • «В поисках Немо» — Эндрю Стэнтон, Боб Питерсон, Дэвид Рейнолдс                              |
| Лучший оригинальный сценарий      | • «Нашествие варваров» — Дени Аркан                                                           |
| Лучший оригинальный сценарий      | • «Трудности перевода» — София Коппола                                                        |

### Другие категории
| Категории                                                                                | Победитель и номинанты                                                                                             |
| ---------------------------------------------------------------------------------------- | --- |
| Лучшая музыка к фильму                                                                   | • «Холодная гора» — Ти-Боун Бёрнэт, Габриэль Яред                                                                  |
| Лучшая музыка к фильму                                                                   | • «Властелин колец: Возвращение короля» — Говард Шор                                                               |
| Лучшая музыка к фильму                                                                   | • «Девушка с жемчужной серёжкой» — Александр Деспла                                                                |
| Лучшая музыка к фильму                                                                   | • «Трудности перевода» — Брайан Рейтцелль, Кевин Шилдс                                                             |
| Лучшая музыка к фильму                                                                   | • «Убить Билла. Фильм 1» — RZA                                                                                     |
| Лучшая операторская работа                                                               | • «Властелин колец: Возвращение короля» — Эндрю Лесни                                                              |
| Лучшая операторская работа                                                               | • «Девушка с жемчужной серёжкой» — Эдуарду Серра                                                                   |
| Лучшая операторская работа                                                               | • «Трудности перевода» — Лэнс Экорд                                                                                |
| Лучшая операторская работа                                                               | • «Хозяин морей: На краю земли» — Рассел Бойд                                                                      |
| Лучшая операторская работа                                                               | • «Холодная гора» — Джон Сил                                                                                       |
| Лучшие визуальные эффекты                                                                | • «Властелин колец: Возвращение короля» — Джо Леттери, Джим Райгил, Рэндалл Уильям Кук, Алекс Функе                |
| Лучшие визуальные эффекты                                                                | • «Крупная рыба» — Кевин Скотт Мак, Сет Мори, Линдси Макгоуэн, Пэдди Исон                                          |
| Лучшие визуальные эффекты                                                                | • «Пираты Карибского моря: Проклятие «Чёрной жемчужины»» — Джон Нолл, Хэл Хикель, Терри Д. Фрэйзи, Чарльз Гибсон   |
| Лучшие визуальные эффекты                                                                | • «Убить Билла. Фильм 1» — Томми Том, Киа Квон, Тэм Вэй, Люн Вай Кит, Жако Вонг, Хин Люн                           |
| Лучшие визуальные эффекты                                                                | • «Хозяин морей: На краю земли» — Стефан Фангмейер, Натан МакГиннесс, Роберт Стромберг, Дэниэл Судик               |
| Лучший грим                                                                              | • «Пираты Карибского моря: Проклятие «Чёрной жемчужины»» — Ве Нилл, Мартин Сэмюэл                                  |
| Лучший грим                                                                              | • «Властелин колец: Возвращение короля» — Питер Оуэн, Питер Кинг, Ричард Тэйлор                                    |
| Лучший грим                                                                              | • «Девушка с жемчужной серёжкой» — Дженни Ширкор                                                                   |
| Лучший грим                                                                              | • «Крупная рыба» — Джин Блэк, Поль Ле Блан                                                                         |
| Лучший грим                                                                              | • «Холодная гора» — Пол Энгелен, Ивана Приморак                                                                    |
| Лучший дизайн костюмов                                                                   | • «Хозяин морей: на краю земли» — Уэнди Стайтс                                                                     |
| Лучший дизайн костюмов                                                                   | • «Властелин колец: Возвращение короля» — Ричард Тэйлор, Найла Диксон                                              |
| Лучший дизайн костюмов                                                                   | • «Девушка с жемчужной серёжкой» — Дин ван Страален                                                                |
| Лучший дизайн костюмов                                                                   | • «Пираты Карибского моря: Проклятие «Чёрной жемчужины»» — Пенни Роуз                                              |
| Лучший дизайн костюмов                                                                   | • «Холодная гора» — Карло Поджиоли, Энн Рот                                                                        |
| Лучшая работа художника-постановщика                                                     | • «Хозяин морей: на краю земли» — Уильям Сэнделл                                                                   |
| Лучшая работа художника-постановщика                                                     | • «Властелин колец: Возвращение короля» — Грант Мейджор                                                            |
| Лучшая работа художника-постановщика                                                     | • «Девушка с жемчужной серёжкой» — Бен Ван Ос                                                                      |
| Лучшая работа художника-постановщика                                                     | • «Крупная рыба» — Деннис Гасснер                                                                                  |
| Лучшая работа художника-постановщика                                                     | • «Холодная гора» — Данте Ферретти                                                                                 |
| Лучший монтаж                                                                            | • «Трудности перевода» — Сара Флэк                                                                                 |
| Лучший монтаж                                                                            | • «21 грамм» — Стивен Миррион                                                                                      |
| Лучший монтаж                                                                            | • «Властелин колец: Возвращение короля» — Джеми Селкирк                                                            |
| Лучший монтаж                                                                            | • «Убить Билла. Фильм 1» — Салли Менке                                                                             |
| Лучший монтаж                                                                            | • «Холодная гора» — Уолтер Мёрч                                                                                    |
| Лучший звук                                                                              | • «Хозяин морей: на краю земли» — Ричард Кинг, Пол Мэсси и другие…                                                 |
| Лучший звук                                                                              | • «Властелин колец: Возвращение короля» — Дэвид Фармер, Майкл Хопкинс и другие…                                    |
| Лучший звук                                                                              | • «Пираты Карибского моря: Проклятие «Чёрной жемчужины»» — Кристофер Бойес, Ли Орлофф, Джордж Уоттерс II и другие… |
| Лучший звук                                                                              | • «Убить Билла. Фильм 1» — Майкл Минклер, Майрон Неттинга и другие…                                                |
| Лучший звук                                                                              | • «Холодная гора» — Эдди Джозеф, Майк Прествуд-Смит и другие…                                                      |
| Лучший анимационный короткометражный фильм                                               | • Jo Jo in the Stars — Сью Кофф, Марк Краст                                                                        |
| Лучший анимационный короткометражный фильм                                               | • Dad’s Dead — Мария Мэнтон, Крис Шеперд                                                                           |
| Лучший анимационный короткометражный фильм                                               | • Dear Sweet Emma — Джон Кернак                                                                                    |
| Лучший анимационный короткометражный фильм                                               | • Nibbles — Рон Даймонд, Крис Хинтон                                                                               |
| Лучший анимационный короткометражный фильм                                               | • Plumber — Рэнди Яффа, Энди Найт, Ричард Роузмен                                                                  |
| Лучший короткометражный фильм                                                            | • Brown Paper Bag — Наташа Карлиш, Марк Левесон, Майкл Бэйг-Клиффорд, Джефф Томпсон                                |
| Лучший короткометражный фильм                                                            | • Bye Child — Эндрю Боннер, Бернард МакЛаверти                                                                     |
| Лучший короткометражный фильм                                                            | • Nits — Джордж Айзек, Гарри Вутлифф                                                                               |
| Лучший короткометражный фильм                                                            | • Sea Monsters — Мэтт Деларди, Марк Уокер, Рафаэль Смит                                                            |
| Лучший короткометражный фильм                                                            | • Talking With Angels — Майкл Ноулес, Джени Де Нордуолл, Юсаф Али Хан                                              |
| Премия им. Карла Формана за лучший дебют британского сценариста, режиссёра или продюсера | • «Поцелуй жизни» — Эмили Янг (режиссёр)                                                                           |
| Премия им. Карла Формана за лучший дебют британского сценариста, режиссёра или продюсера | • «Американские кузены» — Серджио Касчи (сценарист)                                                                |
| Премия им. Карла Формана за лучший дебют британского сценариста, режиссёра или продюсера | • «Девушка с жемчужной серёжкой» — Питер Уэббер (режиссёр)                                                         |
| Премия им. Карла Формана за лучший дебют британского сценариста, режиссёра или продюсера | • «Убить короля» — Дженни Мэйхью (сценарист)                                                                       |
| Michael Balcon Award за вклад в развитие британского кинематографа                       | • Working Title Films — продюсерский центр, основанный Тимом Беваном и Сарой Рэдклифф                              |
| BAFTA Academy Fellowship Award                                                           | • Джон Бурмен — кинорежиссёр, сценарист                                                                            |
| BAFTA Academy Fellowship Award                                                           | • Роджер Греф — кинорежиссёр                                                                                       |